# Untouchable (песня Girls Aloud)
Untouchable (с англ. — «Неприкосновенный») — двадцать первый сингл британской поп-группы Girls Aloud. Сингл был выпущен в поддержку пятого студийного альбома группы Out of Control. На данный момент это единственный сингл не вошедший в первую десятку хит парада синглов Англии.

## Список композиций

### CD сингл
1. «Untouchable» (radio mix) — 3:49
2. «It’s Your Dynamite» — 4:21

### 7-дюймовый винил
1. «Untouchable» (radio mix) — 3:49
2. «Love Is the Key» (Thriller Jill mix) — 6:35

### Загрузка с iTunes
1. «Untouchable» (radio mix) — 3:49
2. «Untouchable» (album version) — 3:03
3. «Untouchable» (Bimbo Jones club mix) — 6:04

### Цифровая загрузка
1. «Untouchable» (radio mix) — 3:49
2. «Untouchable» (Bimbo Jones radio edit) — 3:46
3. «Untouchable» (Bimbo Jones club mix) — 6:04

## Видеоклип
Футуристическое видео было создано под влиянием знаменитого фильма Стенли Кубрика «Космическая одиссея 2001 года». Девушки путешествуют по космическим просторам в стеклянных сферах, напоминающих метеориты. После второго куплета, на экране сферы появляются слова «Тревога, аварийное состояние» и аппараты девушек начинают падать. Они пролетают сквозь атмосферу и загораются. Все ещё пылая, сферы чуть не врезаются в самолёт и падают на город. Видео заканчивается теленовостями, где показывают падение сфер под заголовком «Сокрушительные новости», когда репортер рассказывает о «метеоритном дожде», изображение пропадает и сменяется рябью.
Известный британский сайт Digital Spy откомментировал видео «Untouchable» как «столь же восхитительное, как и сама песня».

## Позиции вчартах
| Чарты (2009)   | Позиция |
| -------------- | ------- |
| Великобритания | 11      |
| Ирландия       | 19      |

## Оценки
12 место в списке 20 лучших песен Girls Aloud по версии газеты The Guardian.

## Состав
- Шерил Коул
- Кимберли Уолш
- Сара Хардинг
- Никола Робертс
- Надин Койл